# Гарридо, Хуан Карлос
Хуан Карлос Гарридо Фернандес (исп. Juan Carlos Garrido Fernández; род. 29 марта 1969, Валенсия) — испанский футбольный тренер.
В Ла Лиге он работал главным тренером «Вильярреала» и «Бетиса», а затем несколько лет работал в арабском мире, выиграв Кубок Конфедерации КАФ с египетским «Аль-Ахли» и марокканской «Раджой».

## Карьера

### «Вильярреал»
Родившийся в Валенсии Гарридо начал свою тренерскую карьеру в возрасте 24 лет, когда он возглавил местный любительский клуб «Эль-Пуч». В сезоне 1998/1999 он тренировал команду Терсеры «Онда», которая была фарм-клубом «Вильярреала».
В 2003 году Гарридо вывел резервную команду «Вильярреала» («Онда» к тому времени стала самостоятельным клубом) из регионального дивизиона в Терсеру, а затем руководил ею ещё в течение нескольких месяцев в 2004 году. В октябре 2004 года он вновь был назначен главным тренером «Вильярреала B», заменив на этом посту Хосе дель Солара и едва не привёл команду к ещё одному повышению в классе. Его подопечные заняли пятое место в своей группе, лишь по дополнительным показателям не попав в зону плей-офф.
После назначения в мае 2005 года Луиса Гарсии главным тренером «Вильярреала B», Гарридо вернулся к своей прежней работе в администрации клуба. 18 января 2008 года он сменил уволенного Хуана Карлоса Оливу у руля «Вильярреала B», сумев в итоге вывести их на 11-е место в Сегунде B. В сезоне 2008/2009 команда под его руководством впервые в своей истории вышла в Сегунду.
1 февраля 2010 года Гарридо был назначен главным тренером первой команды «Вильярреала» после увольнения Эрнесто Вальверде, случившегося после домашнего поражения (0:2) от «Осасуны». 26 апреля, перед окончанием сезона в Ла Лиге, ему предложили контракт, рассчитанный до июня 2011 года. «Вильярреал» по итогам чемпионата занял 7-е место, но после того, как «Мальорке» УЕФА отказал в участии в Лиге Европы из-за финансовых нарушений, её место получили подопечные Гарридо.
В сезоне 2010/2011 «Вильярреал» под руководством Гарридо занял в Ла Лиге четвёртое место, дававшее право принять участии в квалификации Лиги чемпионов УЕФА. Команда также вышла в полуфинал Лиги Европы, где уступила будущему победителю турнира «Порту».
«Вильярреал» под началом Гарридо не набрал ни одного очка в групповом раунде Лиги чемпионов 2011/2012, а в Ла Лиге находился в опасной близости от зоны вылета. 21 декабря 2011 года, после домашнего поражения (0:2) от «Мирандеса» в 1/8 финала Кубка Испании (1:3 по сумме двух матчей), Гарридо был уволен.

### «Брюгге» и «Бетис»
15 ноября 2012 года Гарридо сменил на посту главного тренера бельгийского «Брюгге» уволенного Жоржа Лекенса. В сентябре следующего года он ушёл с этой должности, а два месяца спустя заменил уволенного Пепе Меля у руля «Бетиса». 19 января 2014 года, после всего лишь девяти официальных матчей при одной победе в них, он и сам был уволен. Случилось после трёх поражений подряд, включая последние домашние 0:5 от мадридского «Реала». «Бетис» по итогам того сезона финишировал последним в лиге.

### Африка и Аравия
8 июля 2014 года Гарридо был назначен главным тренером египетского «Аль-Ахли». В конце того же месяца команда под его началом дома победила (1:0) ивуарийский «Севе» в рамках Кубка Конфедерации КАФ. В итоге «Аль-Ахли» стал победителем этого турнира, в финале одолев всё тот же «Севе». Также под началом Гарридо клуб взял Суперкубок Египта 2014. Тем не менее 3 мая 2015 года он был уволен с этого поста.
6 ноября 2016 года Гарридо возглавил саудовский «Аль-Иттифак», выступавший в местной Саудовской профессиональной лиге. Контракт был рассчитан на семь месяцев с возможностью продления на ещё один сезон в зависимости от результатов и выступления команды. В феврале следующего года он был освобождён от своих обязанностей, «Аль-Иттифак» в это время после 22-го тура занимал восьмое место в чемпионате.
Гарридо снова сменил клуб и страну в июне 2017 года, возглавив марокканскую «Раджу». Его первая игра у руля новой команды состоялась 10 сентября, когда «Раджа» сыграла на выезде вничью (1:1) против «Олимпик» из Хурибгы. Гарридо привёл команду к победе в Кубке Марокко 2017 (18 ноября «Раджа» одолела в финале в серии послематчевых пенальти клуб «Дифаа»), а год спустя марокканцы взяли и Кубок Конфедерации КАФ 2018, в финале одержав победу по сумме двух матчей со счётом 4:3 над клубом «Вита» из ДР Конго.
В феврале 2019 года, через месяц после увольнения из «Раджи», Гарридо сменил Зорана Мамича на посту главного тренера эмиратского клуба «Аль-Айн». Он проработал там до конца сезона, а после его закрытия его сменил хорватский специалист Иван Леко.
20 ноября 2019 года Гарридо заключил контракт сроком до июня 2021 года с тунисским клубом «Этуаль дю Сахель». Однако менее чем через три месяца он был уволен из-за плохих результатов команды.
25 февраля 2020 года Гарридо вернулся в Касабланку, возглавив извечных соперников «Раджи» — «Видад». Он был уволен в сентябре, несмотря на то, что вывел команду в полуфинал Лиги чемпионов, поскольку во внутреннем чемпионате «Видад» отстал от «Раджи» на четыре очка.
Гарридо вернулся в Испанию после почти семи лет отсутствия, будучи назначенным 12 января 2021 года главным тренером «Кастельона», выступавшего тогда в Сегунде. 21 мая он был уволен, так как клуб за два тура до конца встала перед серьёзной угрозой вылета из дивизиона, что в итоге и произошло.
20 сентября 2022 года Гарридо вернулся в Египет, возглавив занимавший на то время последнее место в Египетской премьер-лиге клуб «Исмаили» Ему указали на дверь 9 декабря, когда команда под его началом сумела набрать всего два очка в пяти играх.
Гарридо вновь возглавил марокканский «Видад» 26 февраля 2023 года, заменив Мехди Нафти, который показал плохой результат на недавно прошедшем Клубном чемпионате мира.
5 мая 2023 года Гарридо был уволен с должности главного тренера «Видад» из-за плохой работы по мнению болельщиков. Он выразил признательность за возможность работать в «Видаде» и уважение к решению его уволить.

## Статистика тренера
| Команда          | Начало работы    | Окончание работы | Результаты | Результаты | Результаты | Результаты | Результаты |
| Команда          | Начало работы    | Окончание работы | И          | В          | Н          | П          | % побед    |
| ---------------- | ---------------- | ---------------- | ---------- | ---------- | ---------- | ---------- | ---------- |
| Эль-Пуч          | 10 июня 1993     | 30 июня 1998     | 188        | 75         | 45         | 68         | 039,89     |
| Онда             | 30 июня 1998     | 25 мая 1999      | 38         | 15         | 8          | 15         | 039,47     |
| Вильярреал B     | 21 января 2003   | 28 июня 2003     | 19         | 17         | 2          | 0          | 089,47     |
| Вильярреал B     | 22 февраля 2004  | 30 июня 2004     | 18         | 9          | 5          | 4          | 050,00     |
| Вильярреал B     | 5 октября 2004   | 30 мая 2005      | 32         | 15         | 12         | 5          | 046,88     |
| Вильярреал B     | 18 января 2008   | 31 января 2010   | 84         | 43         | 17         | 24         | 051,19     |
| Вильярреал       | 31 января 2010   | 21 декабря 2011  | 106        | 45         | 23         | 38         | 042,45     |
| Брюгге           | 15 ноября 2012   | 19 сентября 2013 | 37         | 20         | 9          | 8          | 054,05     |
| Реал Бетис       | 2 декабря 2013   | 19 января 2014   | 10         | 2          | 3          | 5          | 020,00     |
| Аль-Ахли         | 8 июля 2014      | 4 мая 2015       | 40         | 22         | 10         | 8          | 055,00     |
| Аль-Иттифак      | 6 ноября 2016    | 18 февраля 2017  | 12         | 3          | 3          | 6          | 025,00     |
| Раджа            | 20 июня 2017     | 28 января 2019   | 81         | 39         | 28         | 14         | 048,15     |
| Аль-Айн          | 18 февраля 2019  | 2 июня 2019      | 17         | 4          | 4          | 9          | 023,53     |
| Этуаль дю Сахель | 18 ноября 2019   | 8 февраля 2020   | 13         | 5          | 3          | 5          | 038,46     |
| Видад            | 25 февраля 2020  | 10 сентября 2020 | 7          | 3          | 2          | 2          | 042,86     |
| Кастельон        | 13 января 2021   | 21 мая 2021      | 19         | 6          | 4          | 9          | 031,58     |
| Исмаили          | 20 сентября 2022 | 9 декабря 2022   | 8          | 1          | 3          | 4          | 012,50     |
| Видад            | 26 февраля 2023  | 5 мая 2023       | 14         | 8          | 5          | 1          | 057,14     |
| Всего            | Всего            | Всего            | 743        | 332        | 186        | 225        | 044,68     |